# Lommedalen
Lommedalen ist eine Ortschaft in der Kommune Bærum, Provinz Akershus in Süd-Norwegen. Dort leben 11.225 Personen (Stand: 1. Januar 2021).
Lommedalen liegt im Tal des Flusses Lomme und liegt etwa 10 Kilometer westlich von Oslo-Zentrum. Die ländliche Ortschaft ist ein bekanntes Wintersportgebiet und verfügt über zwei Golfklubs. Im oberen Tal wird die Lommedalsbanen, eine Schmalspur-Museumsbahn betrieben.

## Persönlichkeiten
- Thor Larsen (1886–1970), Turner
- Ari Behn (1972–2019), Autor und ehemaliger Ehemann von Prinzessin Märtha Louise

## Weblinks

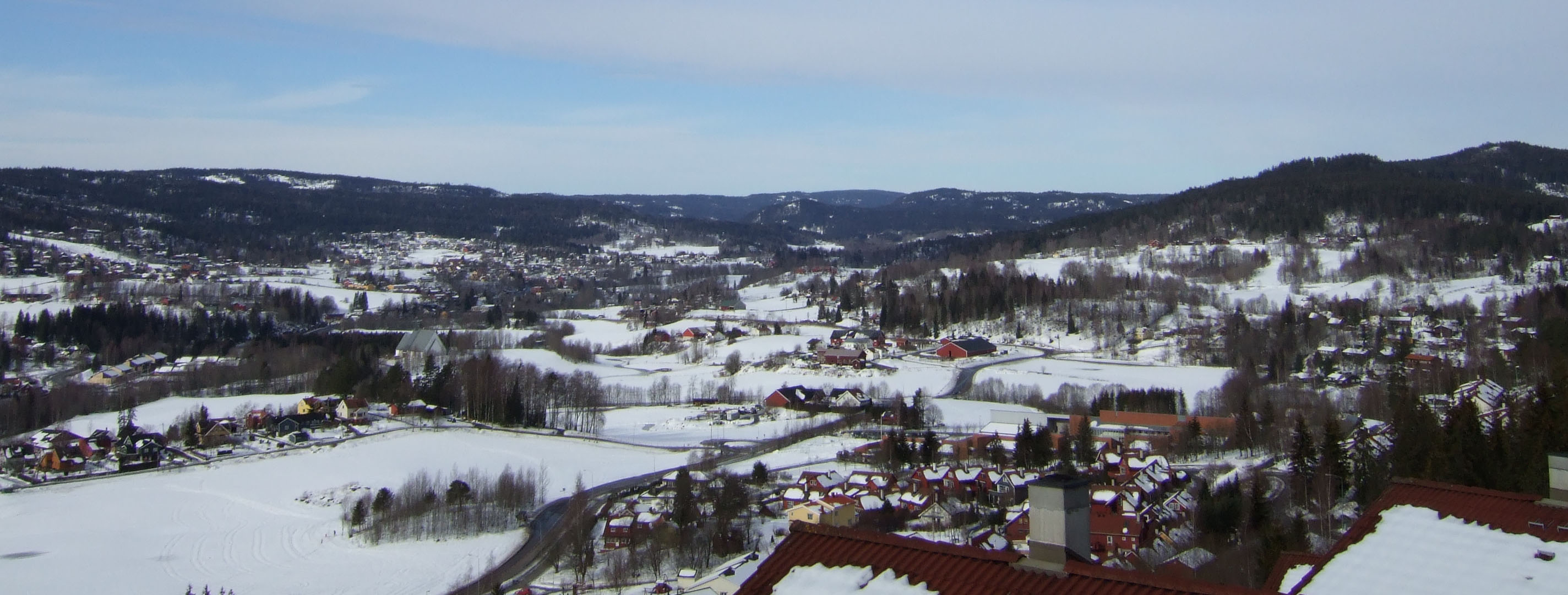
Lommedalen im Winter